# Christopher Newbury
Christopher Newbury, né le 10 novembre 1956 à Trowbridge (Angleterre), est un homme politique du Royaume-Uni. 

## Biographie
Il est membre du Congrès des pouvoirs locaux et régionaux du Conseil de l’Europe, élu pour la première fois en 1998 et regroupé au sein du groupe Parti populaire européen. Il est aussi membre du conseil du comté du Wiltshire, dans le Sud de l'Angleterre. Newbury a fait ses études à la Gresham's School et à l'université d'Oxford. 
Au niveau européen, Newbury était rapporteur pour des rapports du Congrès sur la situation de la démocratie locale en Arménie, Bosnie-Herzégovine, Luxembourg et Liechtenstein. 
En 2005, Newbury était chef de la mission du Conseil de l'Europe d'observation des élections dans les Territoires Palestiniens, et a déclaré 

« Nous avons constaté une nette amélioration dans l'organisation du processus électoral au cours de la quatrième phase des élections municipales dans les territoires palestiniens par rapport aux phases précédentes. »

Il est actuellement rapporteur du Congrès pour la révision de la Charte européenne de l'autonomie locale, pour l’état de la réception de la Charte dans les systèmes juridiques des pays qui l’ont ratifiée, et pour la situation de la démocratie locale en Russie.